# Костянтин Асен, князь Відінський
Костянтин Асен, князь Відінський, герцог Саксонський (нар. 5 грудня 1967 р.) — четвертий син царя Болгарії Симеона II та його дружини доньї Маргарити. Народився в Мадриді. Він також відомий як Костянтин-Асен Болгарський та Костянтин-Асен Відінський. Батько Костянтина Асеня, Симеон II, був ще дитиною, коли Болгарія перестала бути монархією, тому його дружина та діти не мають жодних болгарських титулів.

## Освіта та кар'єра
Костянтин Асен навчався на бізнесмена в Іспанії. Здобув ступінь магістра в Колумбійському університеті в США.
Зараз працює менеджером Barclays Bank в Іспанії. Раніше працював у Ротшильд Банку як співголова іспанського офісу цього банку.

## Шлюб та діти
7 липня 1994 року в Мадриді Костянтин Асен одружився з Марією Гарсія-де-ла-Расілья і Гортазар, дочкою Альваро Гарсія-де-ла-Расілья і Пінеда та його дружини Марії де Гортазар та Ібарра. 20 листопада 1999 року в них народилася двійня: син Умберто та дочка Софія.
Костянтин Асен є хрещеним батьком меншої дочки короля Іспанії Філіпа VI Софії. В свою чергу, король є хрещеним батьком дочки Костянтина Асена разом з її бабусею по материній лінії Марією де Гортазар та Ібарра. Хрещеними батьками Умберто є Рамон Рос Бігерієго та його бабуся Маргарита.